# Loys Masson
Pour les personnes ayant le même patronyme, voir Masson.
Loys Masson (1915-1969) est un poète et romancier mauricien et catholique dans son inspiration, révélé durant la Seconde Guerre mondiale pendant laquelle il a été résistant en France. Il est le frère du peintre Hervé Masson et du romancier et poète André Masson.

## Biographie

### Jeunesse à l’île Maurice
Loys Masson naît le 31 décembre 1915 à Rose Hill à l'île Maurice où son père, d'origine française et sujet de l'Empire britannique (Maurice étant colonie de l'Empire depuis 1814), est avoué. Il est en 1933 champion de boxe et la même année mis à la porte du collège royal de Curepipe pour avoir frappé un professeur à la suite d'un conflit. Peseur de canne à sucre, employé de banque, il découvre la poésie anglaise puis la poésie française[réf. souhaitée], commence lui-même à écrire, reçoit en 1934 un prix de poésie et publie en 1937 un premier recueil.

### Seconde Guerre mondiale
Des amis ayant ouvert une souscription pour lui offrir son voyage en France, Loys Masson arrive à Marseille le 29 août 1939[réf. nécessaire]. Souhaitant s'engager, les Anglais et les Français le lui refusant, il rejoint la Légion étrangère, est affecté au camp de Sathonay, près de Lyon, mais est réformé en mars 1940. De retour à Paris, il se réfugie lors de l'exode à Tours où il rencontre Paula Slaweska, correspondante d'une de ses sœurs, avec qui il se fiance en juillet[réf. souhaitée]. Du fait de son état de sujet de l'Empire britannique, il se trouve dans l'illégalité et entre dans la clandestinité dès l'armistice, franchissant la ligne de démarcation et faisant à pied la route entre Loches et Clermont-Ferrand, poursuivant sur Vichy et Lyon où il aide Emmanuel Mounier dans la rédaction de la revue Esprit (le numéro de février 1941 publie ses poèmes). Il publie également dans Temps nouveau. Il est alors hébergé par les Compagnons de France.
En 1941, Emmanuel Mounier le fait inviter à une réunion d'écrivains et de musiciens à Lourmarin, où il rencontre Lanza del Vasto, Max-Pol Fouchet, Georges-Emmanuel Clancier, Jacques Baron, Pierre Emmanuel, Claude Roy[réf. nécessaire] et Pierre Seghers, qui a déjà publié de ses poèmes. Il devient secrétaire de rédaction de sa revue Poésie 41 à Villeneuve-lès-Avignon et épouse Paula Slaweska. Élément actif de la Résistance des poètes, ses poèmes, rapidement interdits par la censure du régime de Vichy, circulent dès 1940, publiés dans Esprit, puis par Seghers (1942), dans la revue Messages de Jean Lescure (en 1942 puis dans Domaine français en 1943), dans Les Lettres françaises clandestines (Otages de Châteaubriant, également en 1943), dans la revue Cahiers du Rhône (1942), dans Traits, dans L'Honneur des poètes (sous le pseudonyme de Paul Vaille) préparé par Éluard et publié clandestinement par les Éditions de Minuit (1944). Il utilise, entre autres, les pseudonymes de Paul Vaille et Joseph Mamais. Il adhère en 1942 au Parti communiste, ne jugeant pas cet engagement incompatible avec sa foi chrétienne.
Sous le pseudonyme de Paul Wattelet Aragon publie en 1943 un article sur ses poèmes dans Confluences : « Une poésie héroïque ». Les Cahiers du Sud le célèbrent aussi, avec un article de Léon-Gabriel Gros. Étranger, désormais considéré comme communiste, il passe dans la clandestinité pour échapper à l'arrestation, et se réfugie en mai 1943, jusqu'à la Libération, avec sa femme, dans un château abandonné près de Thilouze en Touraine qu'il évoque dans son roman La Douve. Il accomplit alors plusieurs missions pour le Front national de libération et reçoit la visite de François Lachenal, fondateur des éditions des Trois Collines.

### Après-guerre
Loys Masson est en 1945 nommé secrétaire général du Comité national des écrivains (CNE). Il accompagne alors, dans les services d'information, l'armée de De Lattre de Tassigny jusqu'à Rastatt et Baden-Baden. Rentré à Paris, il est en 1945 secrétaire général puis en 1946 rédacteur en chef des Lettres françaises. Opposé à Aragon et à l'hégémonie du Parti communiste sur le journal, il en est écarté en 1948, abandonne  toute activité journalistique, se tourne vers le roman et le théâtre mais continue à donner à la radio, puis à la télévision, des émissions littéraires et dramatiques. Ses « romans marins » évoquent régulièrement les mers du Sud, l'océan Indien pour Les Tortues (1956), l'Île Maurice pour Le Notaire des Noirs (1961), La Réunion pour Les Noces de la vanille (1962), l'océan Pacifique pour Le Lagon de la miséricorde (1965) et  Les Anges noirs du Trône (1967).
Lauréat en 1962 de la fondation Del Duca pour l'ensemble de son œuvre, Loys Masson meurt à Paris le 24 octobre 1969.

## Œuvres
Poésie
- Fumées, Imprimerie M. Gaud, Port-Louis, Île Maurice, 1937.
- Les Autres nourritures, poème en prose, T. Esclapon, Port-Louis, Ile Maurice, 1938.
- Délivrez-nous du mal, Éditions Pierre Seghers, 1942 ; nouvelle édition augmentée, Éditions Pierre Seghers, 1945 ; Éditions Parizeau, Montréal, 1946.
- Pour les quatre saisons, en collaboration avec Pierre Emmanuel, André de Richaud et Pierre Seghers, Éditions Pierre Seghers, 1942.
- Poèmes d'ici, Les Cahiers du Rhône, Genève, 1943.
- Chroniques de la grande nuit, Ides et Calendes, Neuchâtel, 1943.
- La Lumière naît le mercredi, Éditions Pierre Seghers et Éditions Parizeau, Montréal, 1946.
- Icare ou le voyage, Éditions Pierre Seghers, 1950; Ether vague
- Poème-dialogue de la résurrection, illustré de sérigraphies de Francis Bott, Éditions Caractères, 1952.
- Quatorze  poèmes du cœur vieillissant, Éditions Caractères, 1952.
- Les Vignes de septembre, Éditions Pierre Seghers, 1955.
- La Dame de Pavoux, Éditions Robert Laffont, 1965 (Prix Artaud 1966).
- La Croix de la rose rouge, Robert Morel, 1969.
- Petite Rapsodie de la Main Livre-objet avec reliefs et illustrations de Berrocal, Éditions Claude Givaudan, Genève, 1972

Romans et nouvelles
- L'Étoile et la clef, Gallimard, 1945.
- Le Requis civil, Gallimard, 1945.
- Saint-Alias, nouvelles, Trois Collines, Genève, 1947. L'Arbre Vengeur, coll. « L'Alambic (7) », 2007
- Tous les corsaires sont morts, Ferenczi, 1947.
- L'Illustre Thomas Wilson, divertissement illustré de sept lithographies de Fernand Léger, Bordas, 1948;  Belfond, 1967; Éditions d'aujourd'hui, collection “Les Introuvables”, 1975.
- Les Mutins, Éditions de la Paix, 1951; nouvelle édition augmentée d'une préface, Éditions Robert Laffont, 1959 (234 p.).
- Les Cacti ou petites plantes de Saint Benoît Labre, divertissement orné et illustré par Hervé Masson, Éditions de la Paix, 1951.
- Tout ce que vous me demanderez, Éditions de la Paix, 1952.
- Les Tortues, Éditions Robert Laffont, 1956 (287 p.); Éditions Robert Laffont, 1985; Éditions André Dimanche, Marseille, 1999 ; nouvelle édition à L'Arbre Vengeur en avril 2021
- La Douve, Éditions Robert Laffont, 1957 (270 p.).
- Les Sexes foudroyés, Éditions Robert Laffont, 1958.
- Le Notaire des Noirs, Éditions Robert Laffont, 1961 (255 p.) Prix des Deux-Magots 1962; Le Livre de Poche, 1969; Éditions de l'Océan indien, Rose Hill, Île Maurice, 1985, 1994  (ISBN 9990301174) ; Éditions André Dimanche, 2000.
- Les Noces de la vanille, 1962; Éditions de l'Océan indien, Rose Hill, 1981.
- Le Lagon de la Miséricorde, 1964.
- Le Feu d'Espagne, Éditions Robert Laffont, 1965.
- Les Anges du trône, Éditions Robert Laffont, 1967.
- Des Bouteilles dans les yeux, nouvelles, précédé de Esquisse d'un portrait de Loys Masson par Claude Roy, Éditions Robert Laffont,1970.

Théâtre
- La résurrection des corps, Théâtre de l'Œuvre, mise en scène de Michel Vitold, “”Paris-Théâtre”, 1952.
- Christobal de Lugo, Théâtre du Vieux-Colombier, mise en scène de Bernard Jenny, 1960.
- Théâtre, Éditions Robert Laffont, 1960.

Essais
- Pour une Église, pamphlet, Trois Collines, Genève, 1945; nouvelle édition augmentée, Bordas, 1947.
- Célébration du rouge-gorge, Robert Morel, 1965.
- Célébration de la chouette, Robert Morel, 1966.

Sur Loys Masson
- Charles Moulin, Loys Masson, collection Poètes d’aujourd’hui, Éditions Pierre Seghers, Paris, 1962 (211 pages).
- Loys Masson est mort, article de Jean de Beer et notice, dans Le Monde, Paris, 30 octobre 1969 (p. 21).
- Shakuntala Boolell, Bruno Clifford Cunniah et Norbert Louis, Loys Masson, Entre Nord et Sud : Les terres d’écriture, Éditions Le printemps, Île Maurice, 1997 (160 pages).
- Jean-Louis Joubert, Mauricienne (Poésie), dans "Dictionnaire de poésie de Baudelaire à nos jours", sous la direction de Michel Jarrety", Paris, Presses universitaires de France, 2001  (ISBN 2130509401), pp. 481-483.

## Jugement
- « Ce poète est pour moi l'un des seuls d'à présent qui ait une voix. Et elle va droit en moi. »

Henri Michaux (1943)